# Bovenistier
Bovenistier (en wallon Bômistî) est une section de la ville belge de Waremme, située en Région wallonne dans la province de Liège. C'était une commune à part entière avant la fusion des communes de 1971.

## Démographie
- Sources:INS, Rem:1831 jusqu'en 1970=recensements, 1976= nombre d'habitants au 31 décembre